# Diürètic
Es denomina diürètic (del llatí diuretĭcus, i aquest del grec διουρητικός) a tota substància que en ser ingerida provoca una eliminació d'aigua i sodi en l'organisme, a través de l'orina. S'utilitzen medicinalment per reduir la hipertensió arterial, ja sigui sola o en combinació amb altres substàncies, en les cardiopaties congestives, i en totes aquelles situacions clíniques en les quals és necessària una major eliminació de líquids (edemes, accidents cerebrals vasculars, retorn venós alterat, cirrosi hepàtica…). Tots els diürètics augmenten l'excreció d’aigua del cos, a través dels ronyons.
En general es tracta de substàncies de gran efectivitat i de baix cost, pel qual són imprescindibles en medicina. Un diürètic no ha de ser necessàriament perjudicial; moltes substàncies quotidianes com el te, el cafè, la pinya o els espàrrecs són diürètics suaus, ja que en la seva majoria, aquests compostos contenen cafeïna o substàncies diürètiques com la teofil·lina. També l'etanol és diürètic. L'abús de diürètics pot arribar a provocar deshidratació, hipotensió arterial, alcalosi hipocalèmica, entre altres alteracions potencialment severes.
Alternativament, un antidiurètic, com la vasopressina (hormona antidiurètica), és un agent o medicament que redueix l'excreció d'aigua per l'orina.

## Usos mèdics
En medicina, els diürètics s'utilitzen per tractar la insuficiència cardíaca, la cirrosi hepàtica, la hipertensió, la grip, la intoxicació per aigua i algunes malalties renals. Alguns diürètics, com l'acetazolamida, ajuden a fer l’orina més alcalina i són útils per augmentar l'excreció de substàncies com l'aspirina en casos de sobredosi o intoxicació. De vegades, els diürètics són mal gestionats per persones amb trastorn alimentari, especialment per persones amb bulímia nerviosa, amb l'objectiu de perdre pes.
Les accions antihipertensives d'alguns diürètics (tiazides i diürètics de bucle en particular) són independents del seu efecte diürètic. És a dir, la reducció de la pressió arterial no es deu a la disminució del volum sanguini resultant de l’augment de la producció d’orina, sinó que es produeix a través d'altres mecanismes i a dosis inferiors a les necessàries per produir la diüresi. La indapamida es va dissenyar específicament tenint en compte això i té una finestra terapèutica més gran per a la hipertensió (sense diüresi pronunciada) que la majoria dels altres diürètics.

## Tipologia
Hi ha diverses classes de diürètics, i cadascuna funciona de manera diferent.

### De nansa / De sostre alt
Grup de medicaments que actuen sobre la porció de la nefrona anomenada nansa de Henle. En medicina, els diürètics de la nansa són usats per tractar la hipertensió, l'edema causat per insuficiència cardíaca congestiva o insuficiència renal.

### Tiazídics
Derivats de la tiazida. Fan referència tant a una classe de molècules orgàniques que contenen sofre com una classe de diürètics basats en l'estructura química de la benzotiadiazina. La classe de fàrmacs tiazidics va ser descoberta i desenvolupada a Merck and Co. als anys 50. El primer medicament aprovat d'aquesta classe, la clorotiazida, es va comercialitzar amb el nom comercial Diuril a partir del 1958. A la majoria de països, les tiazides són els medicaments antihipertensius menys costosos disponibles. El més emprat és la hidroclorotiazida.

### Inhibidors de l'anhidrasa carbònica
Suprimeixen l’activitat de l'anhidrasa carbònica. El seu ús clínic s'ha establert com a agents anti-glaucoma, diürètics, antiepilèptics, en el tractament de malalties de muntanya, úlceres gàstriques i duodenals, hipertensió intracranial idiopàtica, trastorns neurològics o osteoporosi.

### Estalviadors depotassi
Medicament que actua a nivell del ronyó per augmentar la pèrdua renal d'aigua i electròlits, sense promoure la pèrdua de potassi comú en els diürètics de nansa i tiazides, de manera que s'indiquen en medicina, juntament amb altres drogues, per al tractament de la hipertensió i el maneig de la insuficiència cardíaca congestiva. Poden ser de dos tipus: inhibidors dels canals de sodi i antagonistes de l'aldosterona.

### Osmòtics
Inhibeixen la reabsorció d'aigua i sodi (Na). Són substàncies farmacològicament inerts que són administrades via intravenosa. Augmenten l'osmolaritat de sang i el filtrat renal.

### Antagonistes de la vasopressina
Intervenen en l'efecte antidiürètic de la vasopressina. El tolvaptan és un antagonista selectiu dels receptors de la superfície cel·lular a la nefrona distal que provoca la pèrdua d'aigua. És eficaç en el tractament de problemes cardíacs.

## Fàrmacs i agents diürètics

### Diürètics tiazídics
- Bendroflumetiazida (Neatenol)
- Clortalidona (Higrotona)
- Hidroclorotiazida (HCTZ) (Esidrex, Hidrosaluretil)
- Indapamida (EFG, Extur, Tertensif)
- Xipamida (Diurex)

### Diürètics de nansa
- Bumetamida (Fordiuran)
- Furosemida (EFG, Seguril)
- Torasemida (EFG, Dilutol, Isodiur, Sutril)

### Diürètics inhibidors de l'anhidrasa carbònica
- Acetazolamida (Edemox)
- Dorzolamida (Cosopt, Trusopt), col·liris.

### Diürètics estalviadors de potassi
Inhibidors dels canals de sodi
- Amilorida (Ameride), amb HCTZ.

Antagonistes de l'aldosterona
- Eplerenona (Elecor)
- Espironolactona (EFG, Aldactone)

### Diürètics osmòtics
- Manitol

### Diürètics antagonistes de la vasopressina
- Tolvaptan

### Plantes amb propietats diürètiques
Algunes plantes amb propietats diürètiques són la farigola i l'all.